# Tieshan

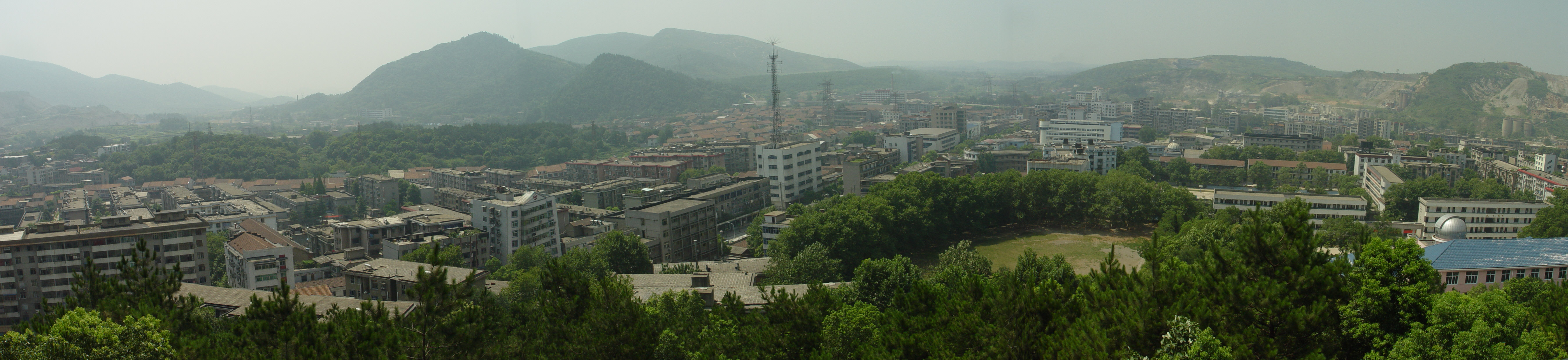
Tieshan

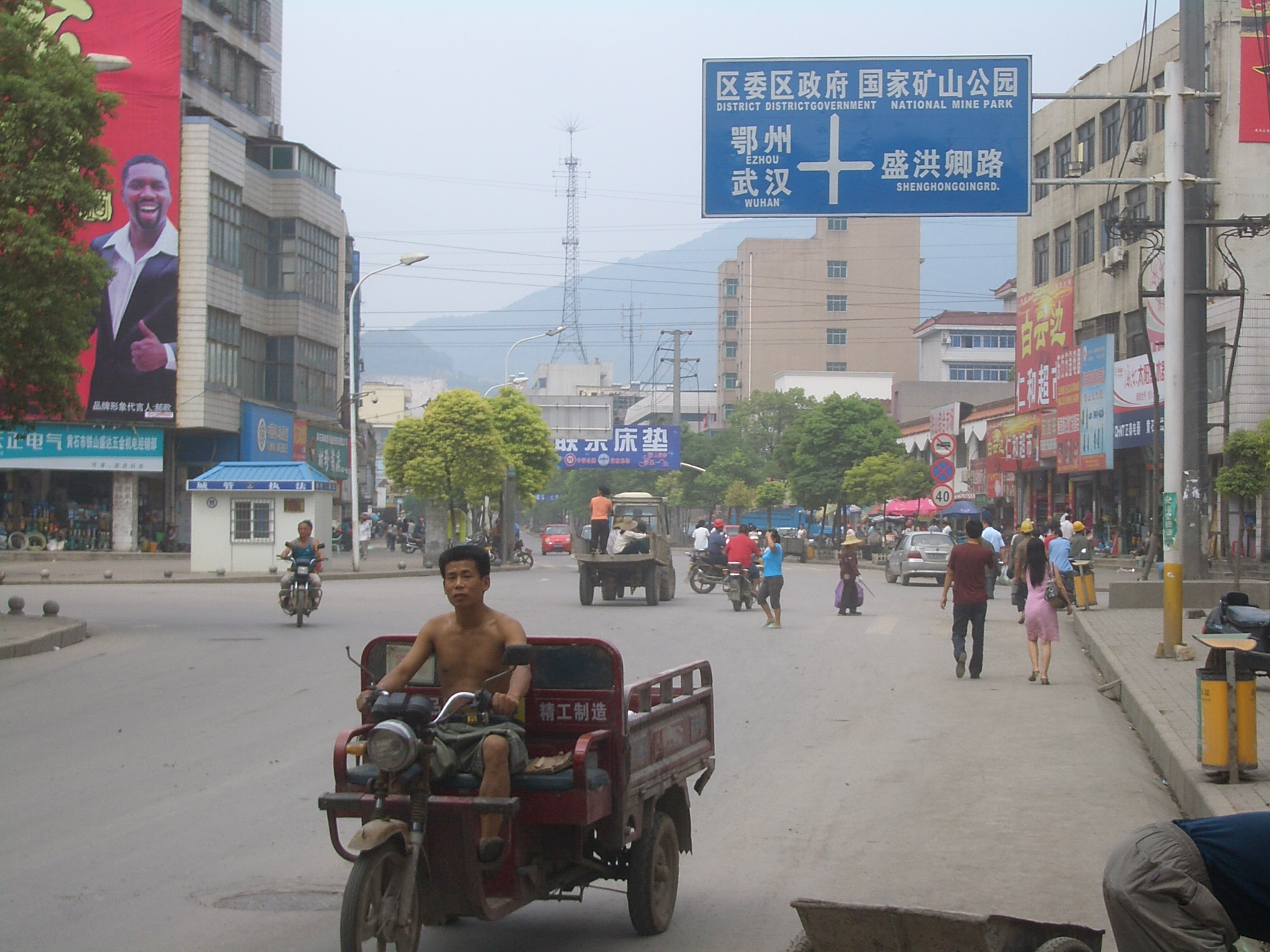
Straßenszene in Tieshan

Der Stadtbezirk Tieshan (chinesisch 铁山区, Pinyin Tiěshān Qū) ist ein Stadtbezirk der bezirksfreien Stadt Huangshi in der chinesischen Provinz Hubei. Er hat eine Fläche von 29,46 km² und zählt 56.000 Einwohner (Stand: Ende 2019).

## Administrative Gliederung
Auf Gemeindeebene setzt sich der Stadtbezirk aus zwei Straßenvierteln zusammen. Diese sind:
- Straßenviertel Tieshan 铁山街道
- Straßenviertel Luzhangshan 鹿獐山街道